# Автомагістраль А13 (Франція)
Автомагістраль A13, або L'Autoroute de Normandie, з'єднує Париж з Каном, Кальвадос.
Автомагістраль починається в Парижі біля Порт-д'Отей, колишньої паризької брами, і закінчується на розв'язці Мондевіля Мондевіль 2 (Порт-де-Парі) на бульварі Періферік (Кан). A13 — найстаріша автомагістраль Франції (відкрита в 1946 році), інтенсивно використовується між Парижем і Нормандією як для поїздок на роботу, так і для туристів. A13 управляється Société des Autoroutes de Paris Normandie, починаючи з платної Buchelay і далі, тоді як паризька ділянка автомагістралі підпорядкована Раді Іль-де-Франс. Її загальна довжина 225 кілометрів. Автомагістраль A13 безкоштовна в регіоні Іль-де-Франс і між перехрестями 21 і 24 на південь від Руана.

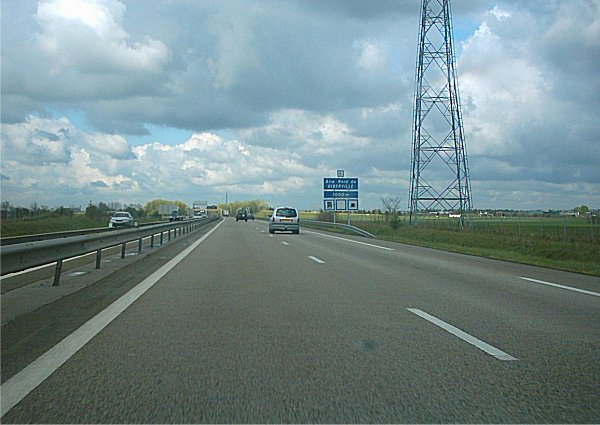
A13 у західному напрямку прямо перед станцією техобслуговування Жибервіль